# Richard de Turberville (Adliger, um 1320)

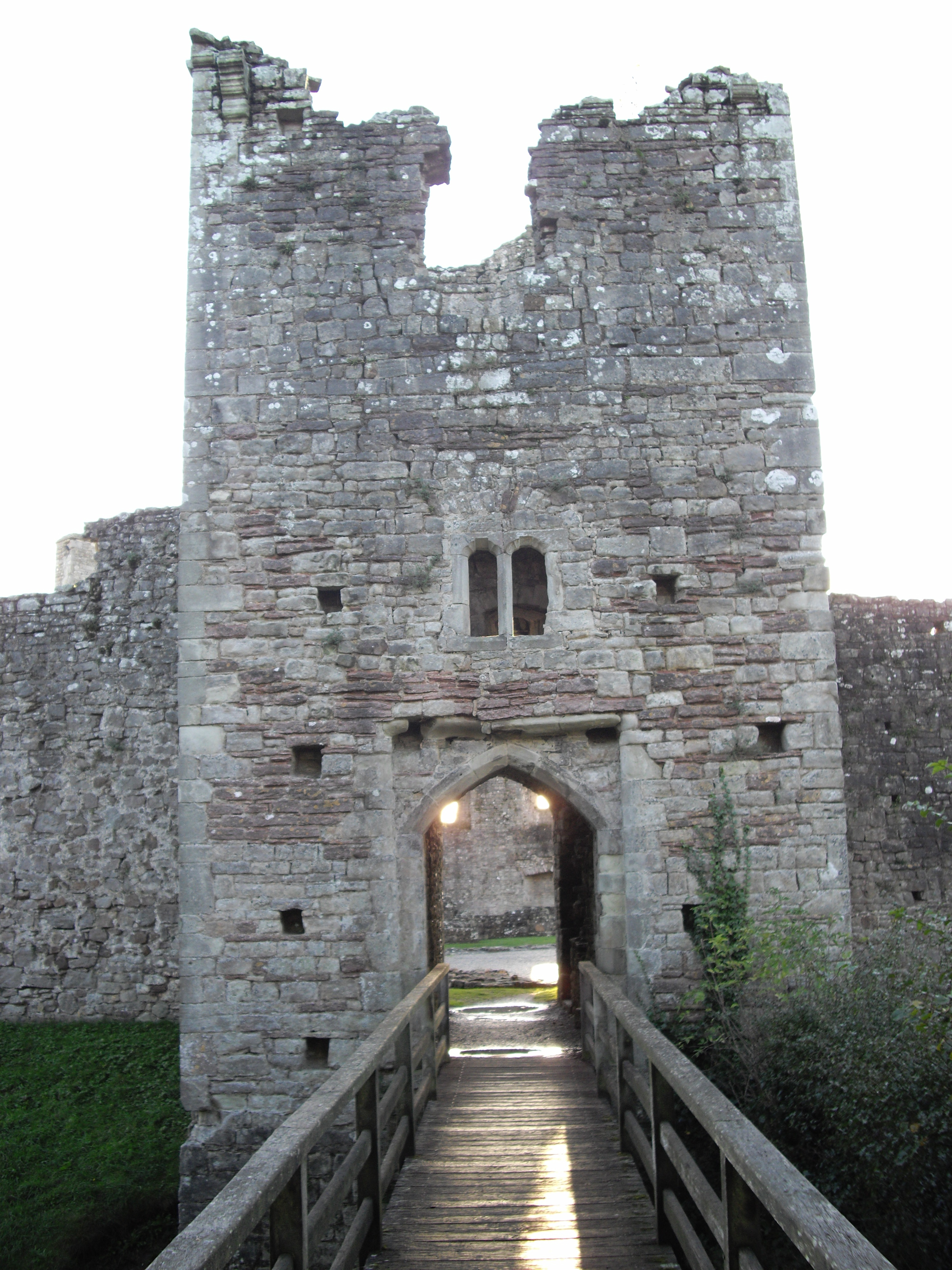
Das Haupttor von Coity Castle, das nach dem Tod von Richard de Turberville an Lawrence Berkerolles fiel

Richard de Turberville (auch Richard II de Turberville) (* um 1320; † zwischen 1366 und 1367) war ein englischer Adliger. Er war der letzte männliche Angehörige der Hauptlinie der Familie Turberville von Coity.

## Leben
Gilbert de Turberville entstammte der Familie Turberville, die seit dem frühen 12. Jahrhundert zu den wichtigsten Vasallen der Lords of Glamorgan in Südostwales gehörten. Er war ein jüngerer Sohn von Payn de Turberville, der spätestens 1327 starb. Während sein älterer Bruder Gilbert IV den Großteil der Familienbesitzungen in den Welsh Marches erbte, erhielt Richard etwa ein Drittel der Besitzungen seines Vaters. Nach dem kinderlosen Tod seines Neffen Gilbert V, dem Sohn seines Bruders, erbte er 1350 dessen Teil des Turberville-Erbes, das damit wieder in seiner Hand vereint war.
Turberville war ein loyaler Gefolgsmann der Lords of Glamorgan aus der Familie Despenser. Er starb kurz nach 1366 und wurde wahrscheinlich in Margam Abbey beigesetzt. Vor seinem Tod teilte er seinen Besitz unter den männlichen Nachkommen seiner fünf Schwestern auf. Die Herrschaft Coety mit Coity Castle fiel an Sir Lawrence Berkerolles, einem jüngeren Sohn seiner zweiten Schwester Katherine.